# Hoodie Allen
Pour l’article ayant un titre homophone, voir Woody Allen.
Hoodie Allen, de son vrai nom Steven Adam Markowitz, né le 19 août 1988 à Plainview dans l'État de New York, est un rappeur américain indépendant.

## Biographie

### Jeunesse
Steven Markowitz est né à New York et a grandi dans un foyer de confession juive à Plainview, Long Island, avec son frère, Daniel,.

### Débuts etLeap Year(2009–2012)
Hoodie Allen est à l'origine un duo avec Steve Witz et Obey City (Samuel Obey, un ami d'enfance) au chant et à la production, respectivement. Le nom est inspiré du surnom de Steven, « Hoodie ». Les deux premières parutions de Steve et Obey sont des mixtapes intitulées Bagels & Beats EP et Making Waves. Elles permettent la nomination de Hoodie d'un Campus Award en 2009. Le single UPENN Girls est également bien accueilli. Cependant, en 2010 Obey City quitte la production pour des raisons encore inconnues, et Steve continue la composition musicale aux côtés de RJ Ferguson (alias RJF), s'attribuant le nom de Hoodie Allen,. En juin 2010, il fait paraître You Are Not a Robot, qui fait usage d'un sample originaire du titre I Am Not a Robot de Marina and the Diamonds, qui atteint la première place de The Hype Machine. Encouragé à continuer, il travaille tout l'été sur une mixtape intitulée Pep Rally et l'achève en septembre. L'album est produit par RJF, et sample des chansons de Death Cab for Cutie, Flight Facilities, Marina and the Diamonds, Ellie Goulding, et Two Door Cinema Club. Il choisit le nom de Pep Rally car, selon lui, « il capture l'énergie de l'album. » Il finance lui-même la vidéo du premier single You Are Not A Robot, qui permettra à la mixtape d'être téléchargée plus de 200 000 fois.
En juillet 2011, Hoodie fait paraître sa troisième mixtape, Leap Year. Elle atteint 250 000 écoutes sur SoundCloud  une semaine après sa mise en ligne,. Pour la promotion de son album, Hoodie organise une tournée à travers 15 villes nord-américaines, dont San Francisco, New York, et Montréal, aux côtés de groupes comme Fortune Family. Auparavant, il était en tournée avec The Cataracs, Das Racist, Chiddy Bang, Mike Posner, et RJD2,.
Hoodie collabore avec le groupe de cartoon Your Favorite Martian (en) pour écrire la chanson 8-Bit World, dans laquelle il rappe. Il participe également à la série Jake and Amir de CollegeHumor.

### All American(2012)
Le 4 mars 2012, Hoodie annonce sur Twitter la parution de son premier EP intitulé All American. Hoodie passe cinq mois sur le développement de l'album, et le scratching avec son producteur, RJF. Le 29 mars 2012, Hoodie fait paraître son premier single de All American intitulé No Interruption, et son vidéoclip,. Le vidéoclip de son second second single sur All American, intitulé No Faith In Brooklyn (feat. Jhameel), est mise en ligne le 9 avril. All American est paru le 20 avril 2012, et débute à la première place de iTunes, et 10e au Billboard 200,. Pendant les mois d'avril et de mai, Hoodie effectue une tournée de 22 dates aux États-Unis pour la promotion de All American, en collaboration avec le rappeur Wax, Jared Evan, et autres selon les dates,. Le 23 mars 2012, Hoodie annonce une tournée britannique pour juin la même année le 19 avril via Facebook. La tournée I Work Better In The UK est sa première performance outremer. Le Excellent Adventure Tour, avec G-Eazy, est lancé le 7 septembre 2012. Il annonce six dates de tournée supplémentaires.
À la suite du succès de All American, Hoodie fait paraître les singles Hey Now et Feel the Love sur YouTube et SoundCloud en libre téléchargement.

### Crew CutsetAmericoustic(2013)
Le 11 février 2013, XXL fait paraître le vidéoclip Cake Boy, le premier single issu du futur album de Hoodie. Le single est ensuite mis en vente sur iTunes. Une semaine plus tard, la vidéo de Fame Is For Assholes (abrégé FIFA) est mis en ligne sur YouTube, et présente le rappeur Chiddy Bang,, également mis en vente sur iTunes. La mixtape de Hoodie, Crew Cuts, est mise en ligne gratuitement sur son site le 20 février 2013. Il se compose de 11 pistes composées en collaboration avec Illmind, DJ Fresh Direct, et Jared Evan, et six collaborations avec Jared Evan, G-Eazy, Shwayze, Chiddy Bang, Skizzy Mars, OCD: Moosh & Twist, et Chance The Rapper. L'album est téléchargé 80 000 fois la première journée.

### People Keep Talking(depuis 2014)
Le 31 mars 2014, Hoodie annonce une tournée Hanging With Hoodie. Il explique que seuls 500 tickets seront vendus par show pour un prix de 25–30 $. Hoodie. Le single Show Me What You're Made of de son premier album officiel People Keep Talking sort le 7 mai 2014. Hoodie sort également le clip, qui est une parodie du film Happy Gilmore, avec les apparitions du rapper D-WHY et de Tommy Lee. Le single est arrivé deuxième dans le top Itunes dès sa mise en ligne. Le 15 mai, Hoodie a fait sa première apparition TV l'émission télé dans Good Day Phildelphia, dans laquelle il a joué une version acoustique de Show Me What You're Made of après une courte interview. Le 11 juin, Hoodie a sorti le morceau « Nolan Ryan » en téléchargement gratuit sur SoundCloud. Le but de ce moreau était de montrer ses talents de rappeur pour prouver qu'il ne fait pas seulement de la pop, il rappe aussi. Cependant, beaucoup voient Nolan Ryan comme un diss track car il fait référence à trois rappeurs différents: G-Eazy, Mike Stud, et Riff Raff. Cela a pour conséquence des tweets insultants de Riff Raff envers Hoodie, et un morceau de Mike Stud en réponse à Noyal Ryan. En réponse à Mike Stud, Hoodie publie Little League en téléchargement gratuit sur Soundcloud. Ni Nolan Ryan, ni Little League ne seront sur l'album de Hoodie.
Pour son 26e anniversaire, Hoodie annonce le titre et la couverture de son premier album officiel, People Keep Talking. Il annonce également une date de pré-commande (le 25 août) et la date de sortie officielle : le 14 octobre. Il fait savoir qu'il a écrit plus de 24 morceaux pour cet album, et que certains d'entre eux étaient dans des previews qu'il avait posté sur Twitter et Instagram durant les deux dernières années. Avant la sortie de l'album, Hoodie communique son numéro de téléphone et demande et à ses fans sur les réseaux sociaux de lui laisser des messages vocaux. Un concours est aussi lancé pour les fans ayant pré-commandés l'album, lors duquel ils peuvent gagner différents prix tels que rencontrer Hoodie, apparaître dans un de ses clips, ou encore avoir son nom dans les remerciements de l'album. Pour promouvoir l'album, Hoodie organise une tournée mondiale appelée People Keep Talking World Tour, comprenant des concerts aux États-Unis, en Europe, au Canada, et en Australie. MAX et Chiddy Bang sont les premières parties de la tournée américaine. Le premier concert se déroule le 29 octobre 2014, à Royal Oak, dans le Michigan, et le dernier concert a lieu à Boston le 30 décembre 2014. Début décembre, Hoodie annonce les dates de sa tournée européenne, qui commence le 3 mars 2015 à Paris, et qui se terminera le 30 mars 2015 à Londres.
Pour l'été 2015, Hoodie partira en tournée à travers les États-Unis avec Fall Out Boy et Wiz Khalifa lors du The Boys of Zummer Tour. Il fait également savoir qu'il sortira une mixtape avant cette tournée.

## Discographie

### Albums studio
| Titre               | Détails                                                                          | Meilleure position | Meilleure position | Meilleure position | Meilleure position | Meilleure position | Meilleure position |
| Titre               | Détails                                                                          | US                 | US R&B/HH          | US Rap             | CAN                | R.-U               | UK R&B             |
| ------------------- | -------------------------------------------------------------------------------- | ------------------ | ------------------ | ------------------ | ------------------ | ------------------ | ------------------ |
| People Keep Talking | - Sortie : 14 octobre 2014 - Label : Auto-produit - Formats : CD, téléchargement | 8                  | 2                  | 2                  | 24                 | -                  | -                  |

### Extended plays
| All American | - Sortie : 10 avril 2012 - Label : Auto-produit - Formats : téléchargement, CD édition limitée | 10 | 16 | 64 |
| Americoustic | - Sortie : 13 août 2013 - Label : Auto-produit - Formats : téléchargement                      | 29 | 42 |    |

### Mixtapes
- 2009 : Bagels and Beats
- 2009 : Making Waves
- 2010 : Pep Rally
- 2011 : Leap Year
- 2013 : Crew Cuts

### Singles et featurings
| Année | Titre |
| ----- | --- |
| 2010  | - Lift off (Fortune Family featuring Hoodie Allen) |
| 2011  | - NY is Killing Me - 8-Bit World - Rock The Show |
| 2012  | - Hey Now - Feel The Love - Lady Killers (G-Eazy featuring Hoodie Allen) |
| 2013  | - Cake Boy - Fame Is For Assholes (featuring Chiddy Bang) - Toast (Jared Evan featuring Hoodie Allen) - Make It Home (featuring Kina Grannis) - All That I Know (OCD : Moosh and Twist featuring Hoodie Allen - Pieces (Jared Evan featuring Hoodie Allen) |
| 2014  | - Show Me What You're Made of - Nolan Ryan - Movie - Dumb For You - All About It (featuring Ed Sheeran) |